# Alvite (vila)
Alvite é uma vila portuguesa sede da Freguesia de Alvite do Município de Moimenta da Beira, no Distrito de Viseu.
A povoação de Alvite, sede da freguesia, foi elevada à categoria de vila pela Lei n.º 85/97 de 1997-07-24.

## História
Povoação anterior à nacionalidade. D. Afonso Henriques entregou o povo de Alvite ao Mosteiro de São João de Tarouca, em 1160, sendo a posse confirmada em 1163 pelo Papa Alexandre III sendo designada por Granja de Alvite. Desde essa época foi constante a ligação àquele Mosteiro, cujos abades lhe passaram carta de foral e lhe deram o padroeiro Santo Amaro. Pertenceu ao concelho de Leomil. Quando este foi extinto, em 24 de Outubro de 1855, passou para o de Moimenta da Beira.
Era curato da apresentação do Convento de São João de Tarouca, que era seu donatário, no antigo concelho de Sever, passando mais tarde a reitoria, pertencendo à Diocese de Lamego.

## Localização
De todas as freguesias de Moimenta da Beira, Alvite é a que se localiza a uma maior cota de altitude. 
Alvite situa-se no planalto da Serra da Nave, onde nasce o rio Varosa, com altitudes compreendidas entre os 910 e os 1016 m. É uma das freguesias mais povoadas e activas do concelho de Moimenta da Beira.
Alvite, vila serrana, viveu durante muito tempo como que perdida no meio da serra, isolada do mundo, comunicando com o exterior através de uma única via de 5 km de extensão que liga Alvite à estrada nacional nº226 (Moimenta da Beira-Lamego). Actualmente, Alvite é o centro de confluência não de uma, mas de várias estradas que permitem a ligação aos concelhos limítrofes (Tarouca e Vila Nova de Paiva).

## Clima
A sua localização geográfica determina o clima, frio e agreste no Inverno e com raios quentes de sol no Verão. Todos os anos, na Primavera, o planalto cobre-se de verde, que dá lugar a uma mistura de roxo e branco do florir das urgueiras para finalmente se vestir de amarelo ao florirem as giestas.
No Inverno, as geadas e a neve cobrem de branco o mesmo planalto, que outrora, se mantinha intacto durante semanas tornando a vila ainda mais isolada.

## Património
- Casa Museu
- Casa Típica do Séc. XVIII
- Estátua Menir
- Forno Comunitário

## Festas e romarias
- Festa de Santo Amaro, padroeiro da vila, em 15 de janeiro
- Festa de Nossa Senhora da Ajuda no final de maio
- Festa da Senhora das Queimas em 15 de agosto